# Synchita variegata
Synchita variegata is een keversoort uit de familie somberkevers (Zopheridae). De wetenschappelijke naam van de soort werd in 1792 gepubliceerd door Johann Christian Ludwig Hellwig.